# Літній сад імені Максима Горького
Лі́тній сад і́мені Макси́ма Го́рького або Генеральський сад — міський парк культури та відпочинку в Росії, який розташований в місті Іжевськ, Удмуртія.

Парашутна вишка, 1935

Парк був відкритий в червні 1917 року, але утворений він був набагато раніше. Літній сад виник як дикоростучий сквер при старому командирському домі. Після зведення тут нового цегляної двоповерхової садиби та проведення робіт з благоустрою сквер назвали садом. Його обнесли тином, він перетворився на парк для членів сім'ї начальника Іжевського заводу. Влітку 1920 року в саду був збудований Літній театр. В 1923 році тут проводилась сільськогосподарська виставка Вотської автономії. 30 травня 1928 року в Іжевську проводили святкування 60-річчя Максима Горького. В літньому театрі проходили Горьківські дні, тут пройшла тисячна прем'єра п'єси «На дні». Того ж року сад був названий його ім'ям.
В 1935 році до саду була приєднана територія з боку Іжевського ставу, а в 1958 році — пустир колишнього базару. Також були знесені цегляні склади уздовж вулиці Горького та старий літній театр. Одночасно сад був обнесений металевою огорожею, збудований центральний вхід. 1975 року на Головній алеї були висаджені дерева на честь 30-річчя Перемоги.